# Споднє Побрежє
Споднє Побрежє (словен. Spodnje Pobrežje) — поселення в общині Речиця-об-Савиньї, Савинський регіон, Словенія.